# Ангел Йорданеску
Ангел Йорданеску (на румънски: Anghel Iordănescu) е бивш румънски футболист и настоящ треньор по футбол, една от най-големите легенди на Стяуа Букурещ, известен с прякорите си „Генерала“ и „Дракула“. Старши треньор на националния отбор на Румъния. През 2011 е избран за сенатор в румънския парламент.

## Кариера

### Кариера като футболист
Йорданеску остава в историята като един от най-великите играчи на Стяуа. Играе като нападател или атакуващ полузащитник, с добър поглед върху играта. Присъединява се към школата на Стяуа на 12-годишна възраст и шест години по-късно прави дебюта си за първия отбор. Изиграва общо 317 мача, като в тях отбелязва 155 гола. През цялата си кариера в Румъния играе само за Стяуа. С екипа на румънските армейци Йорданеску е двукратен шампион, и четирикратен носител на Купата на Румъния. През 1982 заиграва за гръцкия ОФИ Крит, но 2 години по-късно се завръща в Стяуа, за да стане помощник-треньор. През 1986 се завръща в първия отбор специално за финала на КЕШ, който стелистите печелят.

### Треньорска кариера
След като Емерих Йеней е назначен за национален селекционер, Йорданеску поема юздите на отбора, печелейки титлата през три поредни сезона, достигайки отново до финал за КЕШ през 1988. През 1990 напуска в посока кипърския Анортосис. През 1992 се завръща за пореден път в Румъния, за да изведе Стяуа до нова титла през 1993 и 1/4-финал в турнира за Купата на носителите на купи. През същата година е избран за треньор на националния отбор, който успява да класира на Световното първенство през 1994. На него Румъния достига до 1/4-финалите, най-добрият си резултат на световни първенства. На Европейското първенство през 1996 обаче отборът претърпява три загуби и отпада в груповата фаза. На Световно първенство през 1998 Румъния печели групата си, изпреварвайки Англия, но отпада на 1/8-финалите след загуба от Хърватия. След това поражение Йорданеску подава оставка и поема Гърция, но не успява да класира отбора на Евро 2000. През сезон 1999/2000 води саудитския Ал-Хилал, с който става шампион на Саудитска Арабия и печели Шампионската лига в Азия. Въпреки това той напуска арабската страна, за да поеме Рапид Букурещ, където обаче е уволнен след само 3 месеца. След това той подписва с отбора от ОАЕ Ал Аин, и печели купата на страната. През 2002 повторно застава начело на националния отбор на родината си, заменяйки на поста Георге Хаджи. Целта му е класиране на Евро 2004, но се проваля. След като не успява да класира отбора и на Мондиал 2006, Йорданеску подава оставка. Между 2005 и 2007 е начело на няколко отбора от Саудитска Арабия и ОАЕ, като няколко месеца след началото на сезон 2006/07 обявява, че се оттегля от професионалния футбол. Въпреки това, през октомври 2014 поема за трети път в кариерата си поема националния отбор на Румъния.